# Finale de la Coupe du monde de football 1962
La finale de la Coupe du monde de football 1962 est le match de football concluant la 7e Coupe du monde, organisée au Chili. Elle a lieu le 17 juin 1962 à l'Estadio Nacional, à Santiago, à 14 h 30. Le Brésil s'impose face à la Tchécoslovaquie par trois buts à un.

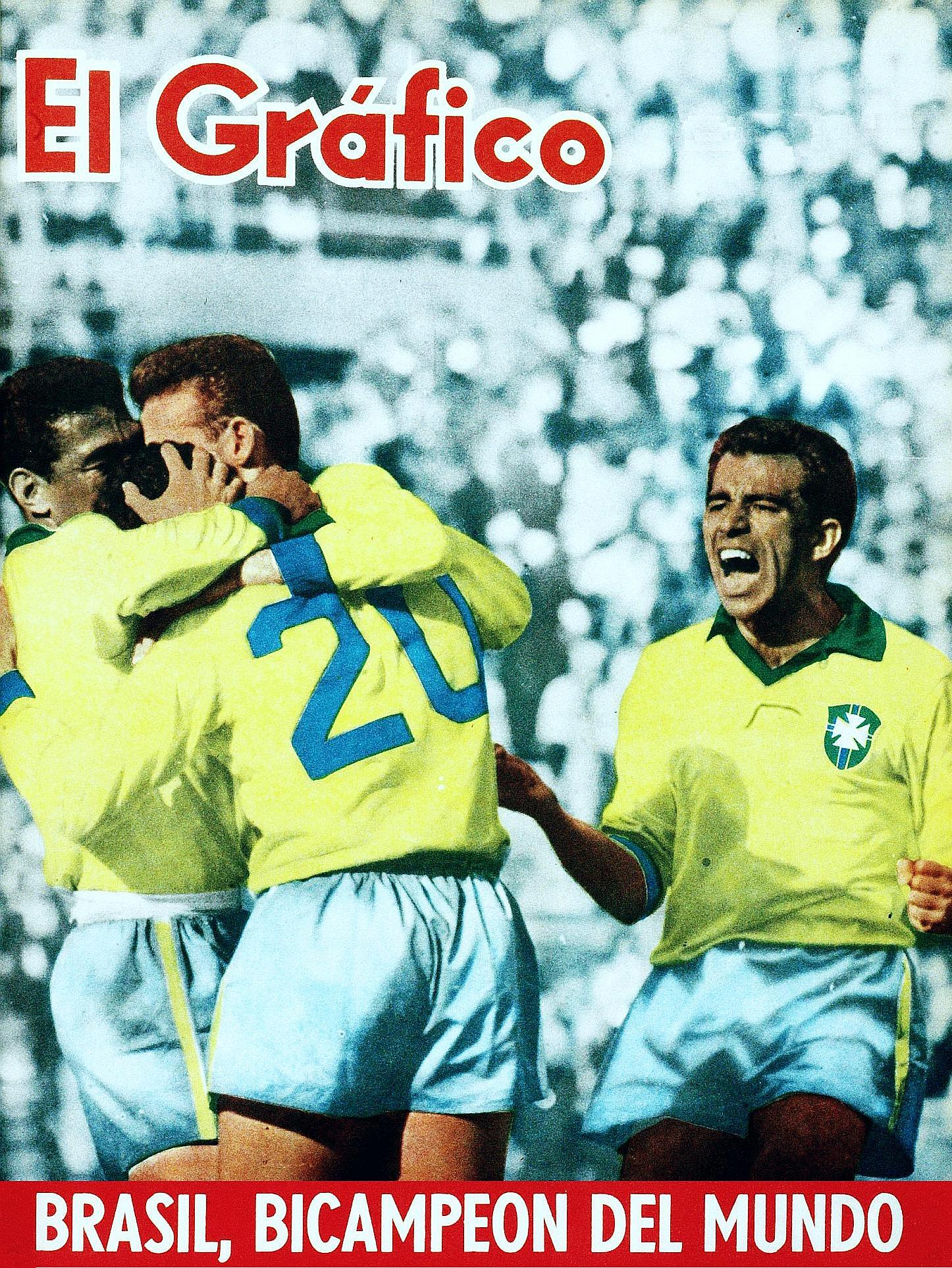
Le Brésil, double champion du monde consécutivement.

## Feuille de match
| 17 juin 1962 14h30        | Brésil                                                              | 3 - 1   | Tchécoslovaquie           | Estadio Nacional, Santiago                                              |                                                                         |
| Historique des rencontres | ( Didi) Amarildo 17e · ( Amarildo) Zito 69e · ( D. Santos) Vavá 78e | (1 - 1) | 15e Masopust (Pospíchal ) | Spectateurs : 69 000 · Arbitrage : Nikolaï Latychev · Photos du match · | Spectateurs : 69 000 · Arbitrage : Nikolaï Latychev · Photos du match · |
| Historique des rencontres | Rapport                                                             |         |                           | Spectateurs : 69 000 · Arbitrage : Nikolaï Latychev · Photos du match · | Spectateurs : 69 000 · Arbitrage : Nikolaï Latychev · Photos du match · |

|  | Titulaires : Gilmar Djalma Santos Mauro Zózimo Nílton Santos Garrincha Zito Didi Amarildo Vavá Zagallo Entraîneur : Aymoré Moreira | Finale de la Coupe du monde 1962 |  | Titulaires : Viliam Schrojf Jiří Tichý Svatopluk Pluskal Ján Popluhár Ladislav Novák Josef Masopust Andrej Kvašňák Tomáš Pospíchal Josef Kadraba Adolf Scherer Josef Jelínek Entraîneur : Rudolf Vytlačil |